# Protocol bòxer
El protocol bòxer va ser un tractat signat el 7 de setembre de 1901 entre la dinastia Qing i l'Aliança de les Vuit Nacions – Imperi Austrohongarès, França, Alemanya, Itàlia, el Japó, Rússia, el Regne Unit i els Estats Units – més Bèlgica, Espanya i els Països Baixos després de la derrota de la Xina en la intervenció per esclafar la rebel·lió dels bòxers, a mans dels forces combinades de les vuits nacions. Sovint és considerat com un dels Tractats Desiguals.

## Noms
A occident, també se’l coneix com a Tractat de 1901 i Acord de Pau entre la Xina i els Grans Poders. El nom complet del protocol és: Imperi Austrohongarès, Bèlgica, França, Alemanya, Gran Bretanya, Itàlia, Japó, Països Baixos, Rússia, Espanya, Estats Units i Xina – Protocol Final per la solució dels disturbis de 1900, reflectint en el moment de la seva signatura una naturalesa de protocol diplomàtic en comptes de tractat de pau.
A la Xina, se’l va conèixer com el Tractat de Xinchou. Més tard considerat com un dels Tractats desiguals.

## Signants
El Príncep Qing i Li Hongzhang van signar el protocol per part de l'imperi Qing, mentre que Alfons Mumm (Freiherr von Schwarzenstein), Ernest Satow i Komura Jutaro van signar per part d'Alemanya, Gran Bretanya i el Japó respectivament.

## Les clàusules

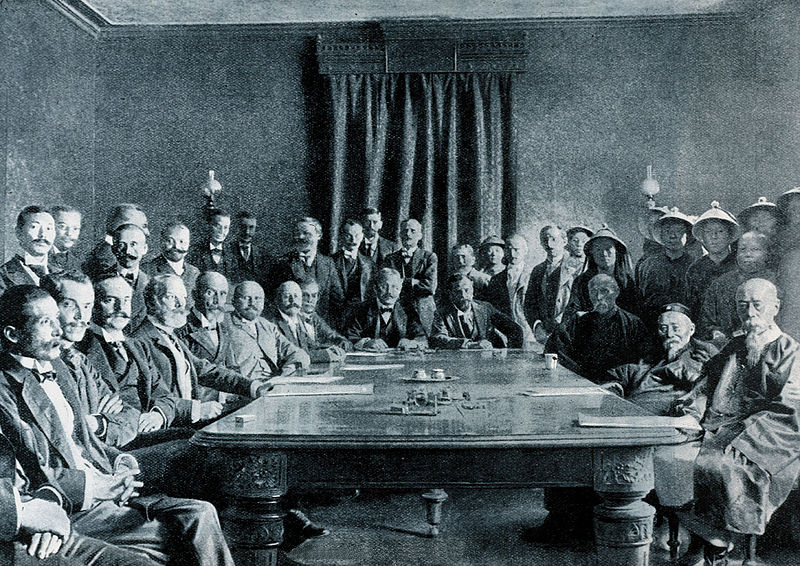
Signatura del protocol bòxer

La Xina va de pagar una indemnització de 450 milions de taels durant 39 anys a les vuit nacions involucrades (982,238,150 taels en total amb els interessos). En virtut del tipus de canvi de l'època, equivalia a 335 milions de dòlars d'or dels Estats Units o 67 milions de lliures esterlines, aproximadament 6.653 milions de dòlars americans d'avui.
La Xina va pagar una indemnització en or en una escala creixent d'un 4% d'interès, fins que el deute va queda amortitzat el 31 de desembre de 1940. Després de 39 anys, la quantitat pagada va ascendir a gairebé mil milions de taels (exactament de 982,238,150).
La suma es va distribuir de la següent manera: Rússia 28,97%, Alemanya 20,02%, França 15,75%, el Regne Unit 11,25%, Japó 7,73%, Estats Units 7,32%, Itàlia 7,32%, Bèlgica 1,89%, l'imperi Austrohongarès 0,89%, Països Baixos 0,17%, i Espanya. Portugal, Suècia i Noruega 0.025%. També, es van pagar 16,886,708 de taels addicionals a nivell local en 17 províncies. El 1938, s'havien pagat 652.37 milions de taels. El tipus d'interès (4% anual) s'havia de pagar semestralment i el primer pagament es va fer l'1 de juliol de 1902.
El govern xinès va permetre també als països estrangers d'acampar les seves tropes a Beijing. A més, les potències estrangeres havien posat a l'emperadriu Cixi en la seva llista de criminals de guerra, tot i que els funcionaris provincials com Li Hongzhang i Yuan Shikai la van defensar, al·legant que ella no tenia cap control durant tota la revolta. Més tard va ser eliminada de la llista, tot i que va deixar el poder i va suspendre qualsevol participació en assumptes d'estat.
Altres clàusules:
- Prohibir la importació d'armes i municions, així com materials per a la producció d'armes o municions per un període de 2 anys, això podria estendre’s a un terme addicional de 2 anys si les Potències ho veien necessari. - La prohibició de les importacions d'armes, fins a 1903-1905.
- La destrucció dels Forts de Taku.[5]
- El Barri de les Delegacions de Pequín ocupat per les potències estrangeres, es consideraria com una zona especial reservada per al seu ús sota el seu control exclusiu, en què els xinesos no tindran dret a residir, i que pot ser defensable. Xina reconeix el dret de cada potència per mantenir una guàrdia permanent en aquest barri per a la defensa de la seva legació.
- Els bòxers i els funcionaris del govern havien de ser castigats per delictes o atemptar contra els governs estrangers o les seves nacions. Molts van ser sentenciats a mort, deportats al Turquestan, empresonats de per vida, es van suïcidar, o van patir una degradació pòstuma.
- El Zongli Yamen va ser substituït pel Ministeri d'Afers Exteriors, que es va situar per sobre dels altres sis ministeris del govern.
- El govern xinès va ser prohibir per sempre, sota la pena de mort, la pertinença a una societat anti-estrangers, els controls de l'administració pública s'havien de suspendre durant 5 anys en totes les àrees on els estrangers van ser assassinats o sotmesos a tractes cruels, el personal provincial i local seria responsable de qualssevol nous incidents amb estrangers.
- L'emperador de la Xina va haver de transmetre el seu condol al l'Emperarador Alemany per l'assassinat del Baró von Ketteler.
- L'emperador de la Xina va nomenar Na't'ung, vicepresident del Ministeri de Finances, Enviat Extraordinari (càrrec diplomàtic de l'època immediatament inferior al d'ambaixador) i el va enviar a l'Emperador del Japó perquè li expressés de part seva el seu condol per l'assassinat del Sr. Sugiyama.
- El govern xinès hauria de construir al lloc de l'assassinat de Sa Excel·lència el difunt Baró von Ketteler, un monument commemoratiu digne de la seva categoria, amb una inscripció en llatí, alemany i xinès que expresses les excuses de Sa Majestat l'Emperador de la Xina per l'assassinat comès. A tal efecte, els plenipotenciaris xinesos van informar a Sa Excel·lència el plenipotenciari alemany, en una carta, que construirien un arc de l'amplada del carrer.
- Es concediria a les potències estrangeres, el dret a ocupar les següents places:[6]

| Xinès tradicional | Xinès simplificat | Català        | Noms traduït de textos originals |
| ----------------- | ----------------- | ------------- | -------------------------------- |
| 黃村              | 黄村              | -             | Huang-tsun                       |
| 郎坊（廊坊）      | 郎坊(廊坊)        | Langfang      | Lang-fang                        |
| 楊村              | 杨村              | -             | Yang-tsun                        |
| 天津              | 天津              | Tianjin       | Tien-tsin                        |
| 軍糧城            | 军粮城            | Junliangcheng | Chun-liang-Cheng                 |
| 塘沽              | 塘沽              | Tanggu        | Tong-ku                          |
| 蘆臺              | 芦台              | -             | Lu-tai                           |
| 唐山              | 唐山              | Tangshan      | Tong-shan                        |
| 灤州              | 滦州              | Luanzhou      | Lan-chou                         |
| 昌黎              | 昌黎              | Changli       | Chang-li                         |
| 秦皇島            | 秦皇岛            | Qinhuangdao   | Chin-wang Tao                    |
| 山海關            | 山海关            | Shanhaiguan   | Shan-hai Kuan                    |

## Efectes

### Politics
Aquest esdeveniment també va marcar un augment de la descentralització del poder a la Xina, des del govern central vers les províncies. Així és com tant Li Hongzhang i Yuan Shikai havien pogut endarrerir i, més tard, desobeir les ordres del govern de la dinastia Qing per unir-se al bòxers de la Rebel·lió bòxer. Aquests dos oficials de províncies tenien a les seves mans exèrcits molt poderosos, anomenats Exèrcit Beiyang i el Nou Exèrcit, el qual es va fusionar en un sol sota el comandament de Yuan Shikai a la mort de Li Hongzhang. Finalment, la derrota de la revolta i la severitat del protocol que va iniciar les últimes reformes de la Dinastia Qing, les quals eren essencialment una continuació de la Reforma dels cent dies, van conduir a la revolució de 1911.

### Econòmics
La indemnització de 450 milions de taels de plata va ser una forta carrega per als xinesos, que van haver de pagar-la augmentant els impostos. S'estima que la totalitat dels ingressos del govern xinès de l'època era només d'uns 250 milions de taels, fent que la indemnització, sense tenir en compte possibles interessos, representes gairebé 2 anys complets d'ingressos del govern. L'amortització del capital principal i dels interessos combinada, durant els 39-anys de durada del préstec, van representar més del doble.

### Socials
El Protocol Bóxer va ser un nou cop a la poca integritat que posseïa el govern Qing. Algunes persones a la Xina ja estaven descontents amb el corrupte e ineficient govern Qing, i això només demostra que les seves opinions estaven ben fundades. Estaven convençuts que el govern Qing era absolutament incapaç de governar el país, i creien que una revolta era l'unic camí per restablir la pau i la prosperitat al país.

## Pagament
El govern posterior, la República de la Xina, va aconseguir convèncer tots els països implicats de condonar el 98% del total de la indemnització.